# Bertus Smit (politicus)
Bertus Smit (ook bekend als Adalberto Smit en na de Tweede Wereldoorlog ook als Bob van Outvorst; Amsterdam, 21 januari 1897 – aldaar, 10 februari 1994) was een Nederlands politicus. Tijdens zijn politieke werkzaamheden gebruikte hij Adalbert als voornaam.
Hoewel hij in de jaren twintig zich een voorstander van het Esperanto betoonde en er originiele gedichten in schreef, bleek hij zich na een bezoek aan het fascistische Italië van Mussolini toch bekeerd te hebben tot het fascisme. Van 1929 tot 1931 was hij actief in De Bezem van Alfred Haighton, maar nadat hij met deze laatste in conflict was geraakt over diens machtspositie in de partij, had Smit De Bezem verlaten.
Op 16 december 1931 (twee dagen na de oprichting van de NSB) richtte Smit in villa 'De Binckhorst' te Den Haag de NSNAP op, samen met Ernst Herman ridder van Rappard. In april 1932 betoogde Van Rappard publiekelijk dat Nederland een Duitse provincie zou moeten worden. Smit kon zich niet met deze vergaande uitspraak verenigen. Nadat Smit zodoende uit de oorspronkelijke NSNAP was gestapt, beperkte hij zijn politieke activiteiten tot het uitgeven van het tijdschrift "Het Hakenkruis". In april 1933 kwam Smit opnieuw in contact met Alfred Haighton. Deze deed hem het voorstel om samen op te trekken. Smit bracht zijn politieke overtuiging en zijn tijdschrift in, Haighton zijn geld en zijn tijdschrift De Bezem.

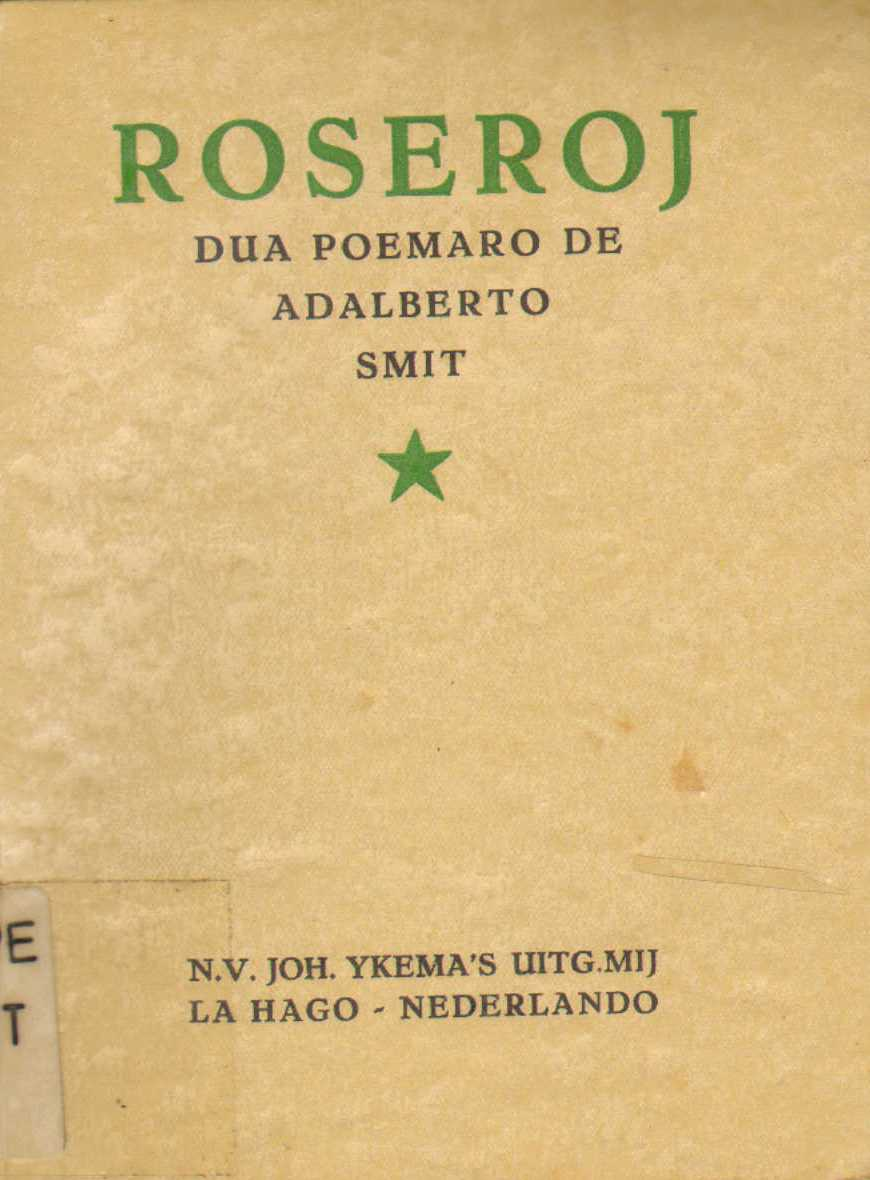
Adelberto Smit: "Roseroj", oorspronkelijke gedichten in het Esperanto

Smit ging akkoord en spoedig daarna verscheen een extra uitgave van De Bezem waarin te lezen stond dat 'de eerste fascist en de eerste nationaalsocialist van Nederland elkander gevonden hadden'. De samenwerking duurde echter nog geen vier maanden: in augustus 1933 werd Smit door Haighton ontslagen. Daarop viel de NSNAP in tweeën uiteen. Smit bleef met zijn helft ijveren voor het nationaalsocialisme, tot in de zomer van 1934. Na de Nacht van de Lange Messen, werd het ook voor Smit duidelijk welke politiek Hitler bedreef. Het bloedbad dat Hitler aanrichtte onder de Duitse SA deed bij Smit de schellen van de ogen vallen. Medio 1936 deed hij onder de titel Führung, de doden klagen u aan! een brochure verschijnen die van het eenmaal aanbeden idool niet veel heel liet. Smit werd daarop door de Haagse politie zelfs enige tijd in hechtenis gehouden, verdacht van het beledigen van een bevriend staatshoofd. Die brochure kwam Smit nog duur te staan. Na de Duitse inval in mei 1940 werd 's lands 'eerste nationaalsocialist' door de Duitsers opgepakt: hij zat twee jaar gevangen. In mei 1944 werd hij opnieuw gearresteerd en tot de bevrijding zat hij in diverse concentratiekampen.

## Publicaties

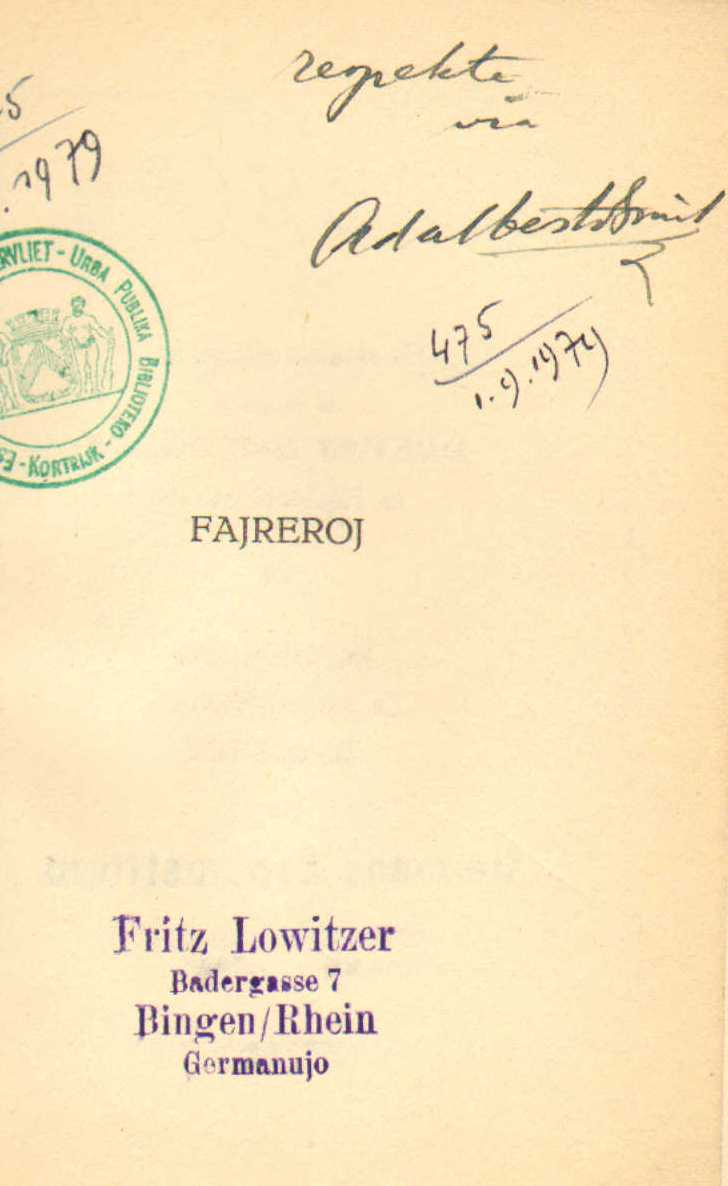
Autograaf van Smit in zijn bundel Fajereroj

- (eo)  Adalberto Smit: Fajreroj (gensters), gedichtenbundel, 1927
- (eo)  Adalberto Smit: Roseroj. Dua Poemaro. (=Dauwdruppels. Een tweede gedichtenbundel), Den Haag, 1930, heruitgave in 1997)
- (nl)  Adalbert Smit: Führung, de doden klagen u aan!, 1936